# تروند إبراهمسين
تروند إبراهمسين (بالنرويجية البوكمول: Trond Abrahamsen)‏ هو لاعب هوكي الجليد نرويجي، ولد في 16 يوليو 1960 في Hammerfest (town) ‏ في النرويج.

## وصلات خارجية
- تروند إبراهمسين على موقع IMDb (الإنجليزية)

- تروند إبراهمسين على موقع EliteProspects.com (الإنجليزية)
- تروند إبراهمسين على موقع Eurohockey.com (الإنجليزية)
- تروند إبراهمسين على موقع أوليمبيديا (الإنجليزية)